# Tomasz Szmydt
Tomasz Szmydt (ur. 27 kwietnia 1970 w Białymstoku) – polski prawnik; w latach 2012–2024 sędzia Wojewódzkiego Sądu Administracyjnego w Warszawie; współorganizator tzw. afery hejterskiej (2018–2019); w maju 2024 uciekł na Białoruś, gdzie uzyskał azyl polityczny.

## Życiorys
W latach 1985–1989 uczęszczał do I Liceum Ogólnokształcącego im. gen. Józefa Bema w Ostrołęce. W 1996 ukończył studia prawnicze w białostockiej filii Uniwersytetu Warszawskiego wraz z obroną pracy zatytułowaną: „Pojęcie przestępstwa w prawie polskim i kanonicznym”, a promotorem był ks. prof. dr hab. Florian Lempa. Po studiach podjął pracę w Zakładzie Ubezpieczeń Społecznych w Ostrołęce. W 1998 z oceną dobrą zdał egzamin sędziowski. W latach 2001–2012 otrzymywał nominacje sędziowskie od trzech różnych prezydentów. W 2001 odebrał od prezydenta RP Aleksandra Kwaśniewskiego nominację sędziowską na sędziego Sądu Rejonowego w Ciechanowie. Orzekał jednocześnie w Sądzie Okręgowym w Płocku w ramach delegacji. W kwietniu 2006 rozpoczął pracę w Sądzie Okręgowym w Płocku, gdzie pełnił m.in. funkcję wizytatora z zakresu prawa pracy i ubezpieczeń społecznych, nominację otrzymał od Lecha Kaczyńskiego.
W 2012, przechodząc z sądownictwa powszechnego do administracyjnego, otrzymał nominację od prezydenta Bronisława Komorowskiego na sędziego Wojewódzkiego Sądu Administracyjnego w Warszawie. Od co najmniej 2012 do maja 2017 był aktywnym członkiem stowarzyszenia „Themis”. 8 maja 2017 został skierowany do Ministerstwa Sprawiedliwości, gdzie rozpoczął pracę w departamencie prawa administracyjnego, zajmując się obsługą komisji weryfikacyjnej, która badała nieprawidłowości przy warszawskiej reprywatyzacji. W listopadzie 2017, po zakończeniu delegacji w Departamencie Prawa Administracyjnego, został delegowany do Departamentu Nadzoru Administracyjnego. W styczniu 2018 minister Zbigniew Ziobro powołał Szmydta do komisji egzaminującej przyszłych radców. Od 11 maja 2017 był głównym specjalistą w Departamencie Prawa Administracyjnego, po czym awansował na stanowisko naczelnika. W tym okresie sekretarz stanu w Ministerstwie Sprawiedliwości Michał Wójcik wystawił Szmydtowi upoważnienie dostępu do informacji niejawnych. 1 września 2018 został dyrektorem Wydziału Prawnego Krajowej Rady Sądownictwa. We wrześniu 2018 Zbigniew Ziobro powołał go do Zespołu do spraw czynności Ministra Sprawiedliwości podejmowanych w postępowaniach dyscyplinarnych sędziów.
W październiku 2018 został sędzią II Wydziału Warszawskiego Sądu Administracyjnego. W grudniu 2018 został służbowo skierowany do Naczelnego Sądu Administracyjnego, gdzie orzekał raz w miesiącu do maja 2019. W 2019 był jednym z bohaterów tzw. afery hejterskiej, polegającej na dyskredytowaniu sędziów protestujących przeciwko ograniczeniu niezależności sądownictwa przez PiS, w której aktywną rolę odegrała ówczesna żona Szmydta, Emilia. W 2019 został odwołany z delegacji do KRS, po czym prezes NSA czasowo odsunął go od orzekania w stołecznym WSA. Następnie angażował się w Sejmie, współpracując w zespole z poseł Kamilą Gasiuk-Pihowicz, który zajmował się tzw. aferą hejterską. Sędziego Szmydta w tzw. aferze hejterskiej reprezentował adwokat Bartosz Lewandowski z Ordo Iuris. W 2021 w Gazecie Wyborczej przeprosił publicznie sędziów i przyznał się do hejterskich działań. W 2022 wszczęto wobec niego postępowanie dyscyplinarne za nękanie dziennikarki i otrzymał karę nagany. W czerwcu 2023 przebywał przez kilka dni na Białorusi, czego służby nie odnotowały. 19 kwietnia 2024 jako przewodniczący składu sędziowskiego orzekał w II Wydziale Wojewódzkiego Sądu Administracyjnego w Warszawie. Od 22 kwietnia 2024 przebywał na urlopie wypoczynkowym.

### Ucieczka na Białoruś
W maju 2024 uciekł na Białoruś. 6 maja 2024 na konferencji prasowej w Mińsku poprosił o azyl polityczny, wychwalając reżim Alaksandra Łukaszenki i podpisał przed kamerami oświadczenie o zrzeczeniu się statusu sędziego w Polsce. 7 maja 2024 prezes Wojewódzkiego Sądu Administracyjnego w Warszawie wystąpił z wnioskiem o wszczęcie postępowania dyscyplinarnego wobec sędziego Tomasza Szmydta, po czym rzecznik dyscyplinarny NSA wszczął postępowanie. 8 maja 2024 Prokuratura Krajowa złożyła wniosek do sądu dyscyplinarnego NSA o wydanie uchwały zezwalającej na pociągnięcie sędziego Tomasza Szmydta do odpowiedzialności karnej oraz o zezwolenie na zatrzymanie i tymczasowe aresztowanie pod zarzutem szpiegostwa. 9 maja 2024 Naczelny Sąd Administracyjny uchylił immunitet sędziego Tomasza Szmydta oraz przyjął jego oświadczenie o zrzeczeniu się urzędu, jednocześnie zezwalając na jego zatrzymanie i zastosowanie aresztu tymczasowego.
10 maja 2024 Prokuratura Krajowa wydała postanowienie o przedstawieniu Tomaszowi Szmydtowi jako byłemu sędziemu Sądu Administracyjnego w Warszawie zarzutów szpiegostwa. 13 maja 2024 prokurator skierował do Sądu Rejonowego dla m.st. Warszawy w Warszawie wniosek o zastosowanie wobec niego środka zapobiegawczego w postaci tymczasowego aresztowania. 15 maja 2024 Sąd Rejonowy dla m.st. Warszawy w Warszawie V Wydziału Karnego zastosował wobec niego tymczasowy areszt na okres trzech miesięcy. Z dniem 16 maja 2024 jest ścigany listem gończym, który został wydany przez Mazowiecki Wydział Zamiejscowy Departamentu Do Spraw Przestępczości Zorganizowanej i Korupcji Prokuratury Krajowej w Warszawie, poszukiwany jest przez policję Wydziału Poszukiwań i Identyfikacji Osób Komendy Wojewódzkiej Policji w Radomiu. 10 czerwca 2024 Sąd Okręgowy w Warszawie wydał europejski nakaz aresztowania za podejrzanym o szpiegostwo Tomaszem Szmydtem. W listopadzie 2024 dekretem Alaksandra Łukaszenki Białoruś przyznała mu azyl polityczny.

## Życie prywatne
Był dwukrotnie żonaty. Z pierwszą żoną po ślubie zamieszkał w Płocku, gdzie urodziły się dwie córki. Druga żona to Emilia Szmydt, z którą po sprawie hejterskiej rozstał się. Wychowywał się w Białymstoku i Ostrołęce.